# Assaí (kommun)
Assaí är en kommun i Brasilien.   Den ligger i delstaten Paraná, i den södra delen av landet, 900 km söder om huvudstaden Brasília. Antalet invånare är 16 368.
Följande samhällen finns i Assaí:
- Assaí

Trakten runt Assaí består till största delen av jordbruksmark. Runt Assaí är det ganska glesbefolkat, med 39 invånare per kvadratkilometer.